# Picea engelmannii
Il peccio di Engelmann (Picea engelmannii Parry ex Engelm., 1863) è una specie di peccio, appartenente alla famiglia delle Pinaceae, originaria del Nord America.

## Etimologia
Il nome generico Picea, utilizzato già dai latini, potrebbe, secondo un'interpretazione etimologica, derivare da Pix picis = pece, in riferimento all'abbondante produzione di resina. Il nome specifico engelmanni fu assegnato da W.E.Parry in onore del botanico tedesco-americano George Engelmann, che poco dopo riuscì a pubblicare la descrizione della nuova specie prima di lui.

## Descrizione

### Portamento
Albero alto 40-45 metri con unico tronco diritto che può raggiungere 1-1,5 m. di circonferenza; i rami del primo ordine sono corti e slanciati, sviluppati orizzontalmente, con parte terminale rivolta in alto, quelli inferiori più pendenti. I rami del secondo ordine, anch'essi corti, sono pendenti. La chioma è stretta, conica, o colonnare, specialmente negli individui che vegetano nei versanti nord a elevata altitudine. I virgulti sono inizialmente solidi, poi cadenti, prima di color giallo-verdastro, poi marrone-giallastro, scanalati; da giovani hanno una fine peluria.

### Foglie
Le foglie sono aghiformi, di colore verde glauco, lunghe fino a 3 cm, lineari, dritte o leggermente curve, con punte acute che non pungono; hanno stomi su entrambe le pagine (due strette bande con 2-3 linee su quella superiore, 2 bande di 4-6 linee in quella inferiore). Le gemme vegetative sono ovoidali-coniche, lunghe 5-6 mm, resinose in punta; hanno perule triangolari, ottuse, di colore rosso-marrone, dormienti per anni.

### Fiori
Sono strobili maschili giallastri, ascellari, lunghi 1-1,5 cm.

### Frutti
I coni femminili sono sessili, ovoidali-cilindrici, inizialmente eretti, poi pendenti a maturazione, lunghi 3-6 cm e larghi 2-2,5 cm, inizialmente verdi tinteggiati di rosso, poi marroni-rossastri o marroni-giallastri. I macrosporofilli sono sottili e flessibili, con superficie abassiale liscia o finemente striata. Le brattee sono largamente ovate, con cuspide, lunghe 3-6 mm, totalmente nascoste. I semi, di color marrone giallastro, sono ovoidali e lunghi 2-3 mm.

### Corteccia
La corteccia inizialmente è liscia, di colore marrone-rossastro, poi diventa grigia con macchie marrone chiaro, ruvida e scanalata.

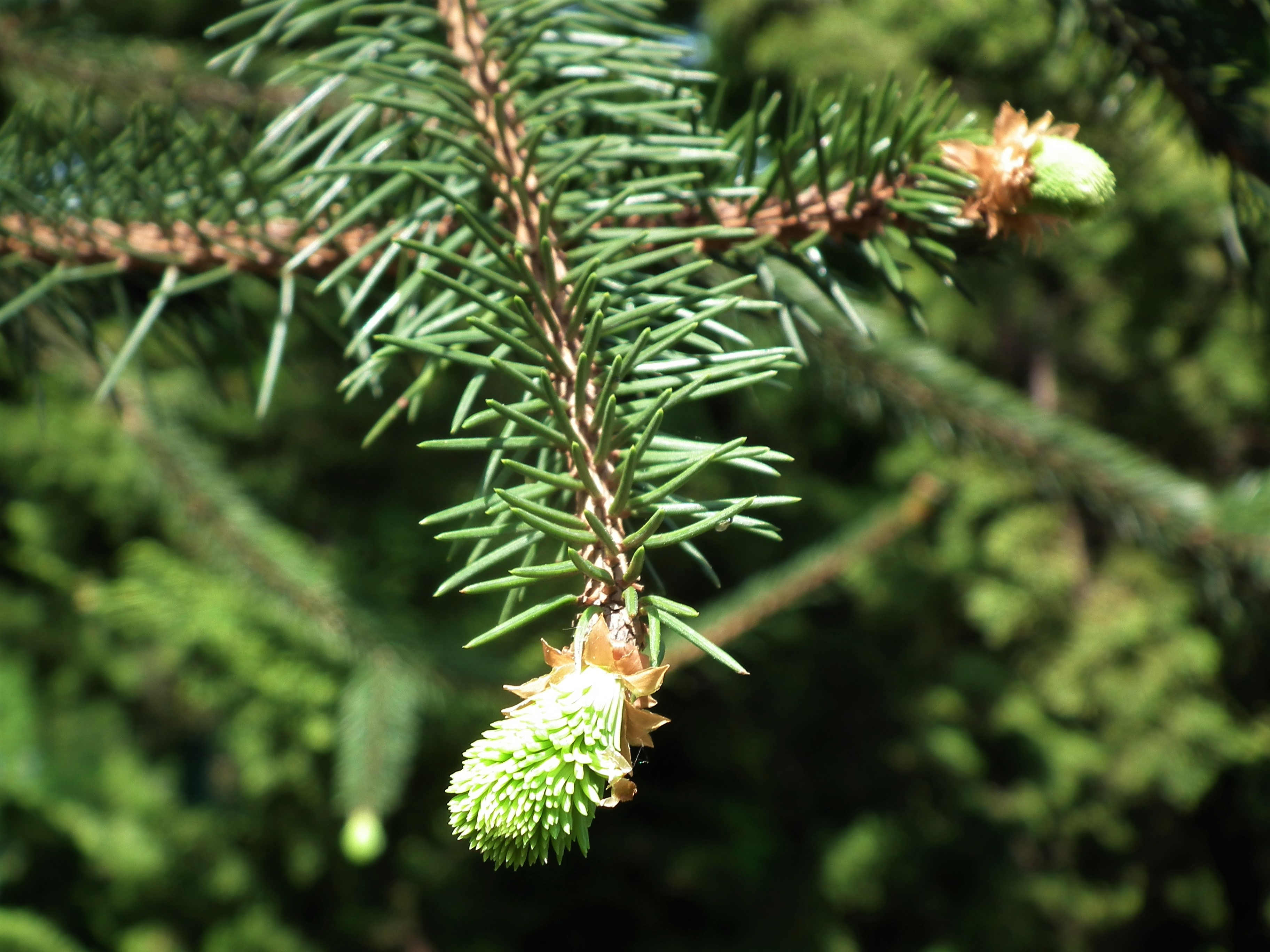
Virgulti
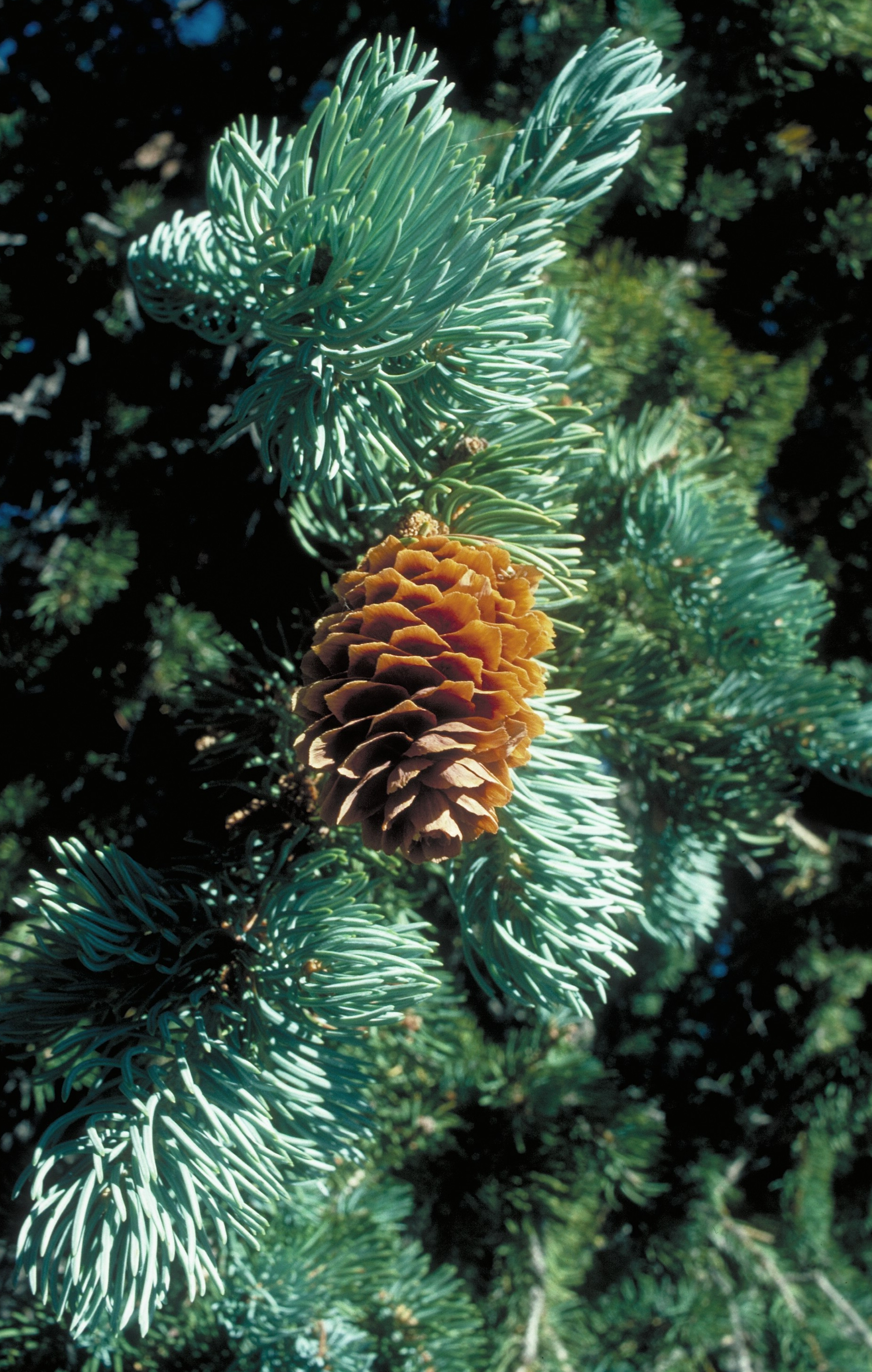
Cono femminile maturo
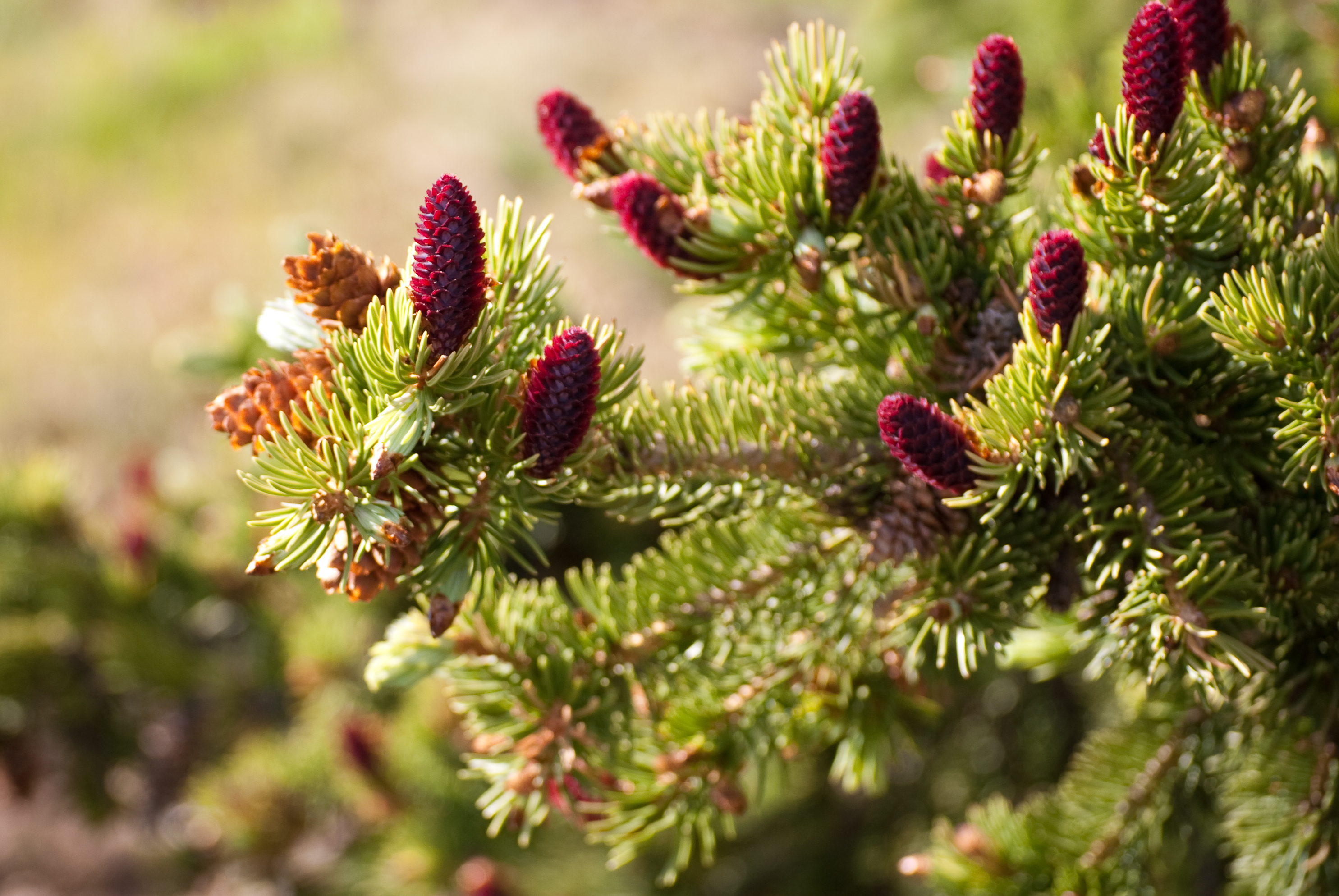
Giovani coni femminili
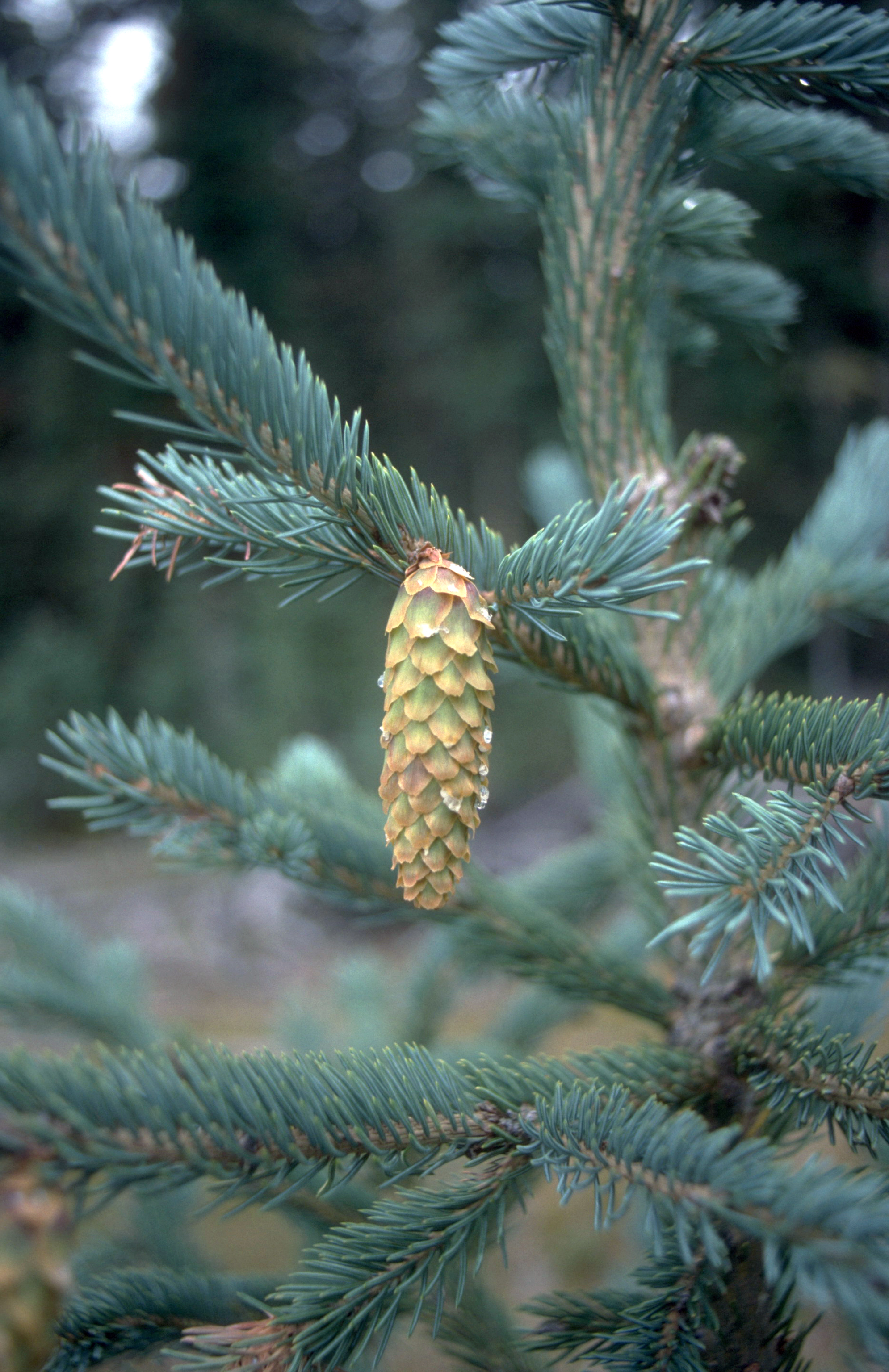
Strobilo
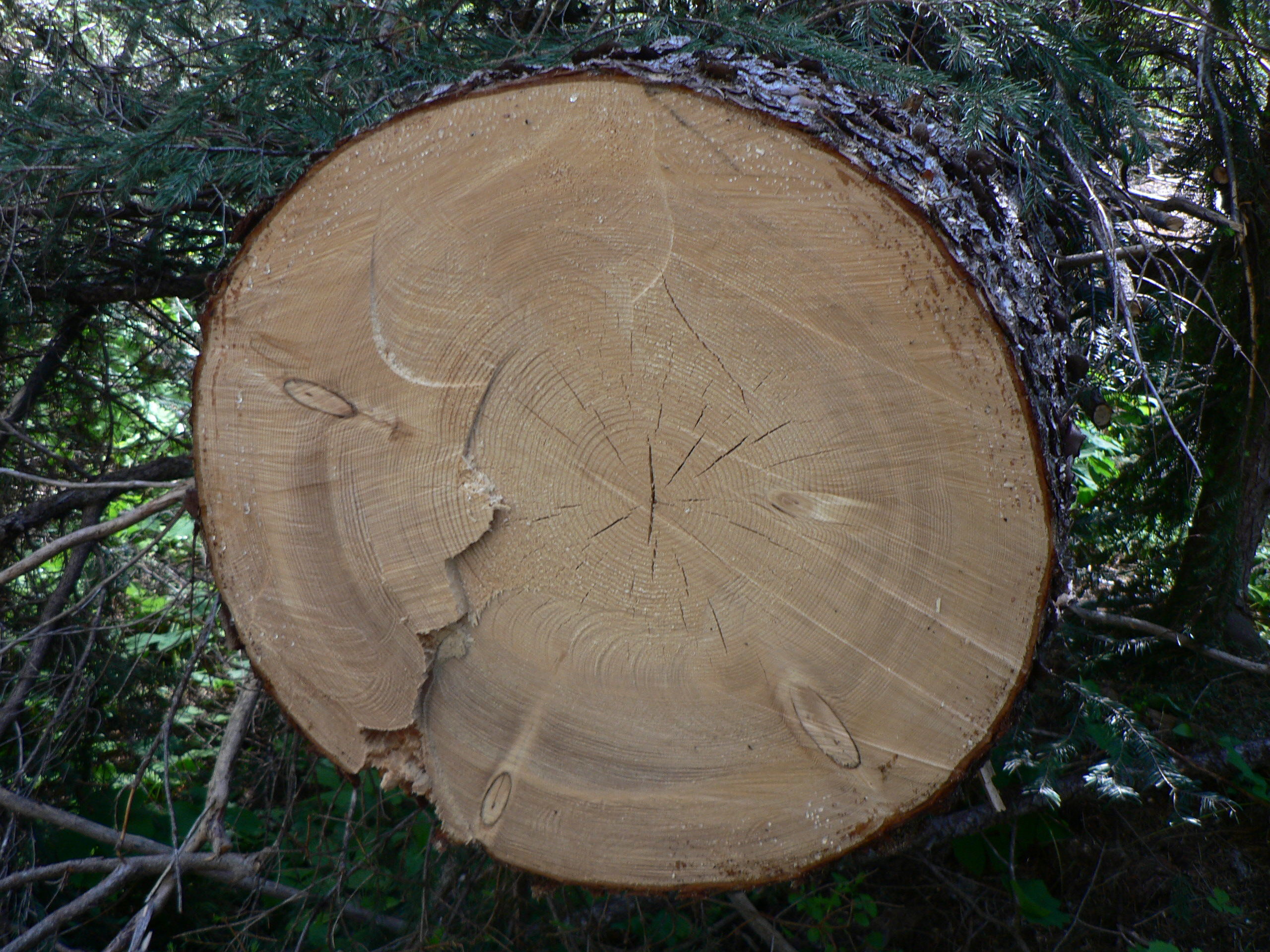
Sezione del tronco
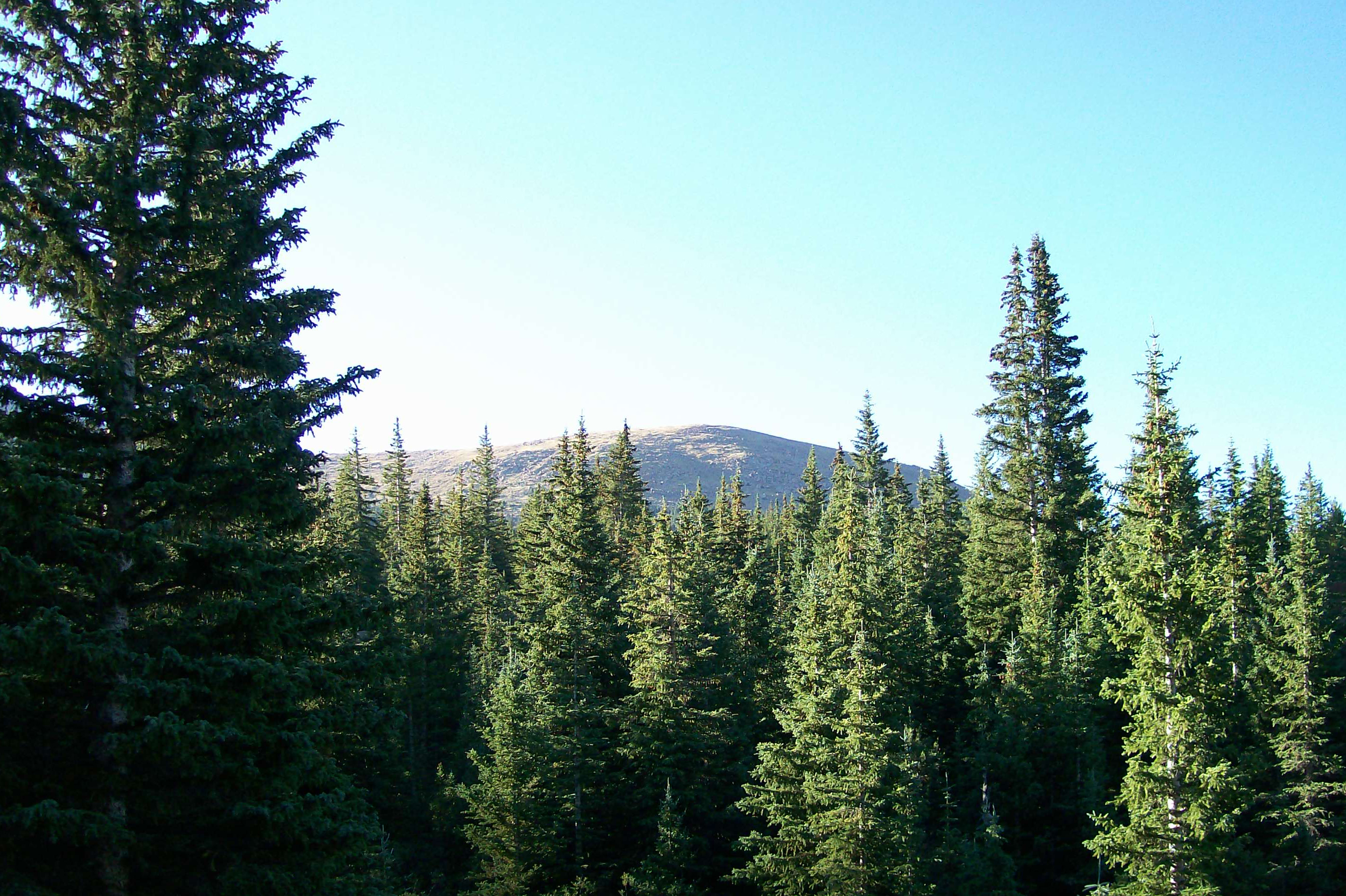
Foresta di pecci di Engelmann

## Distribuzione e habitat
Nativo del Canada (Columbia Britannica e Alberta), degli Stati Uniti d'America (Arizona, Idaho, Texas, Utah, Montana, Nevada, Nuovo Messico, California, Wyoming, Washington, Oregon e Colorado) e del Messico (Chihuahua e Nuevo León). Vegeta dai 600 ai 3700 m di quota, con il limite superiore che si alza progressivamente da nord verso sud, prediligendo sia suoli calcarei che non calcarei; il clima dell'habitat è freddo e umido, con precipitazioni annue non inferiori ai 600 mm, caratterizzato da inverni lunghi e nevosi ed estati fresche. Forma foreste estese, pure o miste con Abies lasiocarpa, Pseudotsuga menziesii, Larix occidentalis, Picea laxa e specie del genere Pinus. Le subpopolazioni del Messico sono confinate alle altitudini più elevate, nei versanti settentrionali di ripidi pendii.

## Tassonomia
Esiste una forma ibrida naturale, accettata in tassonomia, con P. glauca, P. × albertiana, mentre la forma ibrida naturale con P. sitchensis ha una classificazione ancora controversa. Viene accettata una sottospecie:
- Picea engelmannii subsp. mexicana - endemica del Messico

### Sinonimi
Sono stati riportati i seguenti sinonimi:
- Picea engelmannii var. typica Goodman
- Picea glauca var. engelmannii (Parry ex Engelm.) B.Boivin
- Picea glauca subsp. engelmannii (Parry ex Engelm.) T.M.C.Taylor

## Usi
Il peccio di Engelmann ha una grande importanza economica per lo sfruttamento del suo legno; nonostante sia nodoso e di non grandissima qualità, viene utilizzato sempre più frequentemente in edilizia, per la fabbricazione di strumenti musicali, come violini e pianoforti, mentre l'utilizzo come legname da miniera, traversine per linee ferroviarie e pali telefonici, è in forte decremento. Attualmente la maggior parte del legname ricavato viene utilizzato nell'industria cartaria, in particolare nel Canada occidentale. Come specie ornamentale non è molto comune, e le cultivar in commercio sono poche, anche perché l'utilizzo dei pecci come alberi di Natale non è diffuso in Nordamerica.

## Conservazione
Essendo una delle conifere più comuni, e con areale vastissimo, nel continente nordamericano, viene classificata come specie a rischio minimo nella Lista rossa IUCN.